# Koos Issard
Jacobus "Koos" Issard, född 28 februari 1971 i Hilversum, är en nederländsk vattenpolospelare.
Issard deltog i den olympiska vattenpoloturneringen vid olympiska sommarspelen 1992 i Barcelona där Nederländerna slutade på nionde plats och dessutom i den olympiska vattenpoloturneringen vid olympiska sommarspelen 1996 i Atlanta där Nederländerna slutade på tionde plats.